# Heinrich Schmidt (Politiker, 1899)
Heinrich Schmidt (* 18. Juni 1899 in Läsgen, heute Stadtteil von Czerwieńsk; † nach 1968) war ein deutscher Politiker und  Funktionär der DDR-Blockpartei DBD. Er war von 1953 bis 1968 Vorsitzender des Bezirksvorstandes Cottbus der DBD und von 1954 bis 1958 Abgeordneter der Volkskammer der DDR.

## Leben
Schmidt, Sohn eines Maurerpoliers und Landwirts, besuchte die Volksschule und erlernte den Beruf des Stellmachers. 
1945 erhielt Schmidt aus dem Bodenreformfonds des Landes Brandenburg in der Gemeinde Drochow im Kreis Senftenberg eine Neubauernstelle. Schmidt wurde 1947 zunächst Mitglied der Sozialistischen Einheitspartei Deutschlands (SED). 1952 wurde er Mitglied der LPG „Bündnis der Werktätigen“ in Drochow, deren Mitglieder ihn zum Vorsitzenden wählten. Im Juni 1948 gehörte Schmidt zu den Mitbegründern der Demokratischen Bauernpartei Deutschlands (DBD). Er wurde Vorsitzender des Kreisvorstandes Senftenberg der DBD und Mitglied des Kreistages Senftenberg. Im August 1952 wurde Schmidt zum Mitglied des Sekretariats des DBD-Bezirksvorstandes Cottbus ernannt. Von 1953 bis 1968 war er Vorsitzender des Bezirksvorstandes Cottbus der DBD. Auf dem III. Parteitag der DBD im September 1953 wurde Schmidt zum Mitglied des Parteivorstandes und des Parteischiedsgerichtes der DBD gewählt.
Von 1954 bis 1958 war Schmidt Abgeordneter der Volkskammer. Er war dort Mitglied des Ausschusses für Land- und Forstwirtschaft. Anschließend war Schmidt Abgeordneter des Bezirkstages Cottbus und trat 1967 nochmals als Spitzenkandidat seiner Partei zu den Bezirkstagswahlen am 2. Juli 1967 an.

## Auszeichnungen in der DDR
- Auf dem IV. Deutschen Bauerntag (26./27. Februar 1954) wurde Schmidt mit dem Titel „Meisterbauer“ ausgezeichnet.
- Ehrennadel der Nationalen Front
- 1956 Vaterländischer Verdienstorden in Bronze
- 1965 Erinnerungsmedaille 20. Jahrestag der Bodenreform – demokratische Bodenreform